# Pădurea Glodeasa
Pădurea Glodeasa este un sit de importanță comunitară (SCI) desemnat în scopul protejării biodiversității și menținerii într-o stare de conservare favorabilă a florei spontane și faunei sălbatice, precum și a habitatelor naturale de interes comunitar aflate în arealul zonei protejate. Pădurea este situată la limita sud-estică a Transilvaniei cu Muntenia, în județul Prahova.

## Localizare
Aria naturală se află în extremitatea nordică a județului Prahova (la limita teritorială cu județul Brașov), pe teritoriul administrativ al comunei Valea Doftanei, în partea nordică a satului Trăisteni.

## Descriere
Zona a fost declarată sit de importanță comunitară prin Ordinul Ministerului Mediului și Dezvoltării Durabile Nr.1964 din 13 decembrie 2007 (privind instituirea regimului de arie naturală protejată a siturilor de importanță comunitară, ca parte integrantă a rețelei ecologice europene Natura 2000 în România) și se întinde pe o suprafață de 544 hectare.
Situl reprezintă o zonă împădurită (pădure seculară virgină de brad și fag) încadrată în bioregiune alpină aflată în bazinul superior al Văii Doftanei (păduri de foioase, păduri în amestec, tufărișuri, pajiști alpine și subalpine, ape curgătoare, cheiuri, stâncării); ce conservă habitate naturale de tip: Păduri dacice de fag (Symphyto-Fagion), Păduri de fag de tip Luzulo-Fagetum și Tufărișuri alpine și boreale.

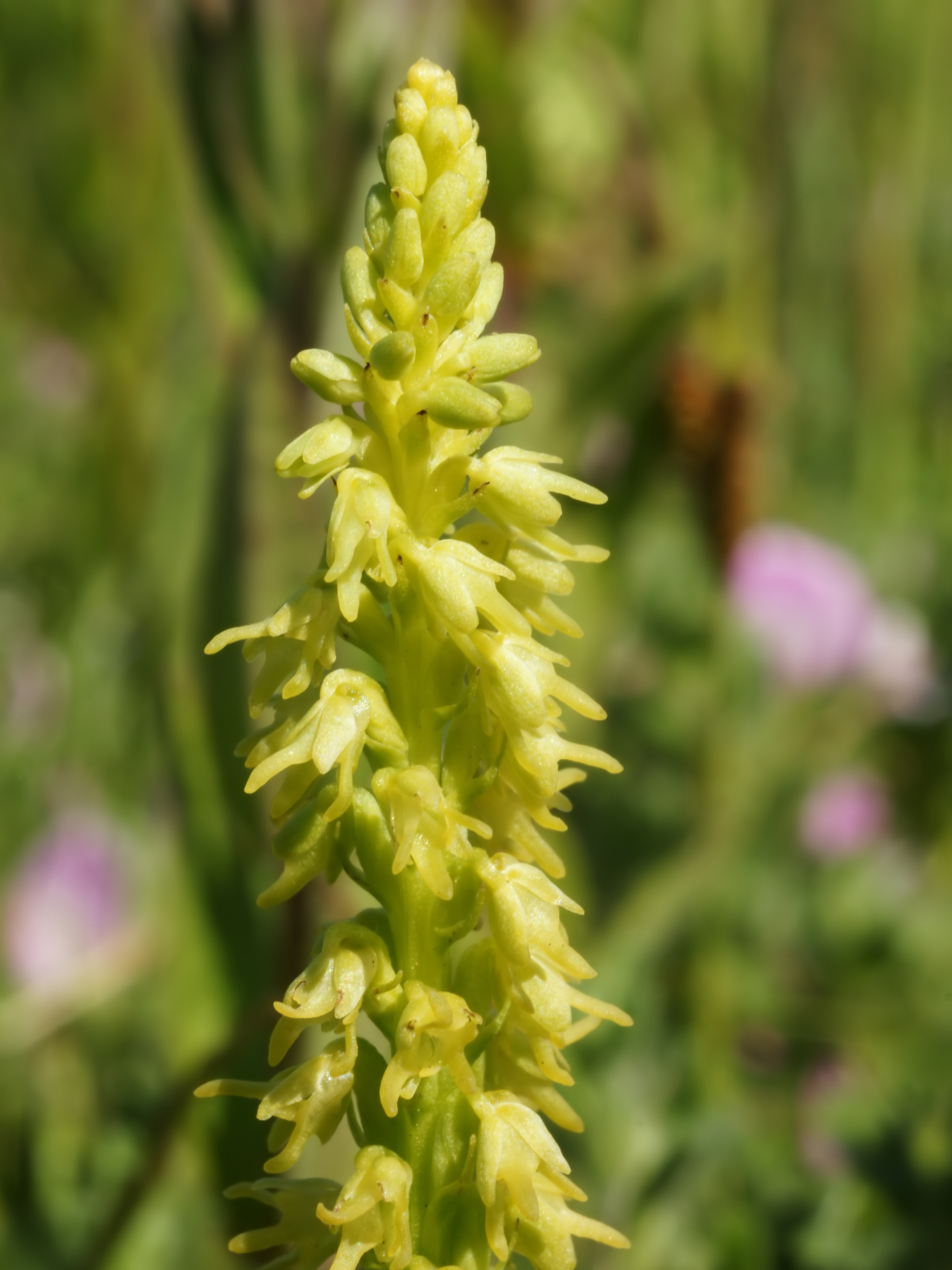
Orhidee (Herminium monorchis)

La baza desemnării sitului se află mai multe specii faunistice și floristice enumerate în anexa I-a a Directivei Consiliului European 92/43/CE din 21 mai 1992 (privind conservarea habitatelor naturale și a speciilor de faună și floră sălbatică). 
Printre speciile faunistice protejate aflate în arealul sitului se află: ursul brun (Ursus arctos, ivorașul-cu-burta-galbenă (o broască din specia Bombina variegata) și tritonul carpatic (Triturus montandoni), toate aflate pe lista roșie a IUCN, căprioară (Capreolus capreolus) sau pisică sălbatică cretană (Felis silvestris cretensis), precum și un gasteropod (Alopia plumbea doftanae) endemic pentru România.
Flora protejată a sitului are în componență arbori:   brad argintiu (Abies alba), zadă (Larix decidua) și ierburi cu specii de: brâncuță (Rorippa islandica), orhidei cu specii de Herminium monorchis, Pseudorchis albida și Goodyera repens, brebenei (Corydalis solida), buzișor (Corallorhiza trifida), silur (Euphrasia micrantha), orhideea fantomă (Epipogium aphyllum) sau sugătoare (Monotropa hypopitys) .

## Căi de acces
- Drumul județean DJ1021 pe ruta: Comarnic - Lunca Mare - Barajul Paltinu - Teșila - Trăisteni.

## Monumente și atracții turistice
În vecinătatea sitului se află câteva obiective de interes istoric, cultural și turistic; astfel:
- Biserica "Sf. Voievozi" (ruine) din satul Trăisteni, construcție secolul al XIX-lea, monument istoric.
- Ansamblul rural din satul Trăisteni, construcție secolul al XIX-lea, monument istoric.
- Valea Doftanei
- Lacul de acumulare de la Paltinu